# Saint-Vrain, Essonne
Saint-Vrain là một xã ở tỉnh Essonne thuộc vùng Île-de-France miền bắc nước Pháp.
The Juine forms the commune's southeastern border.
Theo điều tra dân số năm 1999, dân số xã này là 2.801 người. Ước tính dân số năm 2004 là 2.810.
Danh xưng cư dân địa phương Saint-Vrain trong tiếng Pháp là Saint-Vrainois.

## Structures and monuments
A castle with a historic zoological park (with reconstructions of prehistoric scenes) is located here, but has been closed to the public since 1998. The town also has a Louis XV-era obelisk and a 13th century church.